# Parangipettai
Parangipettai (em tempos coloniais chamada Porto Novo) é uma panchayat (vila) no distrito de Cuddalore, no estado indiano de Tamil Nadu.

## Demografia
Segundo o censo de 2001, Parangipettai tinha uma população de 20 901 habitantes. Os indivíduos do sexo masculino constituem 49% da população e os do sexo feminino 51%. Parangipettai tem uma taxa de literacia de 75%, superior à média nacional de 59.5%: a taxa de alfabetização no sexo masculino é de 81% e no sexo feminino é de 69%. Em Parangipettai, 12% da população está abaixo dos 6 anos de idade.